# 6-я понтонно-мостовая бригада
6-я понтонно-мостовая бригада — соединение инженерных войск Красной Армии во время Великой Отечественной войны. Номер полевой почты — 28438.

## Боевой путь
Бригада сформирована 20 мая 1943 года на Воронежском фронте в составе: управление бригады, рота управления и четыре (15-й, 23-й, 134-й и 135-й) моторизированных понтонно-мостовых батальона. Боевое крещение бригада получила в Курской битве. После переименования осенью 1943 года Воронежского фронта в 1-й Украинский фронт в его составе участвовала в Белгородско-Харьковской и Киевской наступательных операциях, Киевской оборонительной, Житомирско-Бердичевской, Корсунь-Шевченковской, Проскуровско-Черновицкой, Львовско-Сандомирской, Висло-Одерской,  Нижне-Силезской, Верхне-Силезской, Берлинской и Пражской наступательных операциях. 3 апреля 1944 года за отличие в боях по освобождению города Каменец-Подольский Приказом ВГК бригаде присвоено наименование Каменец-Подольской. 19 февраля 1944 года бригада награждена орденом Красного Знамени, 4 июня 1944 года — орденом Богдана Хмельницкого 2-й степени, 5 апреля 1945 года — орденом Красной Звезды.
С момента формирования до апреля 1944 года бригадой командовал полковник  Епифанов В. Д., с июня 1944 года до конца войны — полковник Берзин Я. А.
За годы войны 7052 воина бригады были награждены орденами и медалями СССР. 18 человек стали Героями Советского Союза:
- Алабугин,  Фёдор Андреевич — понтонёр 15-го отдельного моторизированного понтонно-мостового батальона.
- Белоусов, Василий Игнатьевич — командир взвода 15-го отдельного моторизированного понтонно-мостового батальона.
- Берзин, Ян Андреевич — командир бригады.
- Ванин, Василий Павлович — понтонёр 134-го отдельного моторизированного понтонно-мостового батальона. Лишён звания Героя Советского Союза в 1949 году.
- Гуреев, Сергей Николаевич — командир понтонного отделения 135-го отдельного моторизованного понтонно-мостового батальона.
- Дмитриев, Иван Иванович — командир взвода 135-го отдельного моторизированного понтонно-мостового батальона.
- Егоров, Сергей Владимирович — командир роты 134-го отдельного моторизированного понтонно-мостового батальона.
- Кравцов, Ольгерд Тихонович — командир 15-го отдельного моторизированного понтонно-мостового батальона.
- Крюков, Иван Игнатьевич — старший водитель 15-го отдельного моторизованного понтонно-мостового батальона.
- Осипов, Илья Тимофеевич — понтонёр 134-го отдельного моторизированного понтонно-мостового батальона.
- Пироженко, Степан Матвеевич — катерист 134-го отдельного моторизированного понтонно-мостового батальона.
- Путинцев, Иван Никандрович — командир отделения 15-го отдельного моторизированного понтонно-мостового батальона.[2]
- Пучков, Михаил Ильич — понтонёр 15-го отдельного моторизированного понтонно-мостового батальона.[2]
- Седнев, Сергей Егорович — моторист 23-го отдельного моторизированного понтонно-мостового батальона.
- Сергеев, Александр Терентьевич — командир сапёрного отделения 15-го отдельного моторизированного понтонно-мостового батальона.
- Суворов, Василий Иванович — понтонёр 135-го отдельного моторизированного понтонно-мостового батальона.
- Тихонов, Алексей Петрович — командир 23-го отдельного моторизированного понтонно-мостового батальона.
- Шамкаев, Акрам Беляевич — понтонёр 135-го отдельного моторизированного понтонно-мостового батальона.

## Полное почётное наименование
В конце войны полное почётное наименование бригады звучало как: 6-я понтонно-мостовая Каменец-Подольская Краснознамённая орденов Богдана Хмельницкого и Красной Звезды бригада. Входившие в состав бригады батальоны имели следующие почётные наименования:
- 15-й моторизованный понтонно-мостовой Черновицкий орденов Александра Невского и Красной Звезды батальон;
- 23-й моторизованный понтонно-мостовой Висленский орденов Александра Невского и Красной Звезды батальон;
- 134-й моторизованный понтонно-мостовой Перемышльский орденов Богдана Хмельницкого, Александра Невского и Красной Звезды батальон;
- 135-й моторизованный понтонно-мостовой Одерский ордена Богдана Хмельницкого батальон.

## После войны
В мае 1946 года 6-я понтонно-мостовая бригада была переформирована в 49-й понтонно-мостовой полк, который в марте 1947 года расформирован.